# Uuemõisa (Saaremaa)
Uuemõisa (Duits: Neuenhof) is een plaats in de Estlandse gemeente Saaremaa, provincie Saaremaa. De plaats heeft de status van dorp (Estisch: küla)  en telt 41 inwoners (2021).
De plaats viel tot in oktober 2017 onder de gemeente Pöide. In die maand werd Pöide bij de fusiegemeente Saaremaa gevoegd.

## Geschiedenis
Het landgoed Uuemõisa  werd in het midden van de 16e eeuw gesticht. Het nabijgelegen landgoed van Saare was net iets ouder. Vandaar de naam ‘nieuw landgoed’ (Duits: Neuenhof, Estisch: Uuemõisa). Het landgoed was in handen van de staat, maar het werd gepacht door de familie von Nolcken. In 1840 liet de familie een landhuis met één woonlaag en een rieten dak bouwen. Het is een aantal malen verbouwd en in particuliere handen nadat het jarenlang als kleuterschool in gebruik was geweest. Ook een paar bijgebouwen zijn bewaard gebleven.
In 1977 werd Uuemõisa bij Tornimäe gevoegd. In 1997 werd het weer een apart dorp.